# شونبورن (راین-هونسروک)
شونبورن (به آلمانی: Schönborn) یک شهر در آلمان است که در راین-هونسروک واقع شده‌است. شونبورن ۲۶۳ نفر جمعیت دارد.